# Coenotephria vallesaria
Coenotephria vallesaria är en fjärilsart som beskrevs av De la Harpe 1853. Coenotephria vallesaria ingår i släktet Coenotephria och familjen mätare. Inga underarter finns listade i Catalogue of Life.